# Ellina Zvereva
Ellina Aleksandrovna Zvereva (Dolgoprudnij, 16. studenoga 1960.) umirovljena je bjeloruska bacačica diska i istaknuta športska djelatnica u krugovima IAAF-a. Osvajačica je olimpijskog zlata i bronce te dvostruka svjetska prvakinja. Uz to, osvojila je i po jedno europsko i svjetsko srebro te nastupila na sveukupno četiri olimpijade.
Jedna je od najuspješnijih bjeloruskih olimpijaca i športaša, a njezin osobni najbolji hitac (71,58 m), bačen na Olimpijskim igrama 1988. u južnokorejskoj prijestolnici Seoulu, nalazi se među 20 najboljih rezultata u bacanju ženskog diska.
U svojoj dvadesetogodišnjoj natjecateljskoj karijeri nastupala je za dvije države: SSSR (1988. – 1993.) i rodnu Bjelorusiju (1993. -  2008.), kojoj je među prvima donijela olimpijska odličja u atletici.